# Riki Sorsa
Esko Richard ”Riki” Sorsa, född 26 december 1952 i Helsingfors, död 9 maj 2016 i Helsingfors,  var en finlandssvensk popsångare. Han representerade Finland i Eurovision Song Contest 1981 med låten Reggae OK. Han var son till balettdansösen Margaretha von Bahr och halvbror till Robert von Bahr.